# Гастон Жулиа
Гастон Морис Жулиа̀ (на френски: Gaston Maurice Julia) (3 февруари 1893, Сиди Бел Абес - 19 март 1978, Париж) е френски математик.
Описал множествата на Жулиа, фрактали, подобни на тези на Беноа Манделбро.
Губи носа си по време на Първата световна война.
1. 1 2 3  inrp_0298-5632_1989_ant_25_1_8714 //   с. 169.
2. ↑  inrp_0298-5632_1989_ant_25_1_8714 //   с. 170.